# Хосе Ов'єдо-і-Баньос
Хосе Ов'єдо-і-Баньос (*José de Oviedo y Baños, 1671—20 листопада 1738) — військовик та історик віцекоролівства Нова Гранада.

## Життєпис
Походив з іспанської бюрократичної родини. Народився у м. Богота. Син Антоніо де Ов'єдо-іРіваса, прокурорського фіскала Боготи, та Хосефи де Баньос-Сотомайор, представниці перуанської колоніальної родини. У 1672 році втратив батька. Зумів здобути класичну освіту в Лімі, де вивчав граматику, риторику і красномовство. У 1686 році разом зі старшим братом Дієго Антоніо перебирається до Каракаса, де опіку над ним узяв його вуйко Дієно де Баньос-Сотомайор, єпископ Каракасу. У 1689 році записався до місцевої міліції. У 1690 році указом короля Карла II стає лицарем Ордену Сант'яго.
Згодом дослужився до звання капітана. У 1698 році одружився з донькою маркіза Міхареса. Мав 10 дітей, з яких 6 померло у підлітковому віці. У 1699 році призначається алькальдом з цивільних справ Каракаса, у 1710 році — алькальдом з кримінальних справ, підтримання порядку та громадської безпеки.
У 1728 році дослужився до звання генерал-лейтенант міліції Венесуели. У 1730 році отримав на те підтвердження. Того ж року пішов у відставку. Був мажордомом Братства Богоматері дель Розаріо в церкві Сан-Хасінто та генеральним синдиком францисканських монастирів Венесуели. Помер у Каракасі у 1738 році.

## Творчість
Автор праці «Історія завоювання і заселення провінції Венесуела» (розпочато у 1703 році), яку видано в Мадриді 1723 року. У ній містяться важливі відомості із захоплення земель сучасної Венесуели та Колумбії іспанськими конкістадорами до 1600 року. Водночас оповідається про місцеві племена, їхні традиції та організацію, насамперед араукан, чибча-муїска. Тут же подається опис міста Каракаса, де автор прожив значну частину життя. Часто він є єдиним джерелом щодо подій та людей цього періоду.
Праця написана у стилі бароко. Нарівні з реальними подіями Ов'єдо-і-Баньос наводить міфи та вигадки, які майстерно поєднує разом. Мова написання легка й зрозуміла. Водночас історія в праці Ов'єдо предстає не сухими цифрами та переліком подій, а захопливою літературою.